# Louis Moyroud
Louis Marius Moyroud (Moirans, 16 de fevereiro de 1914 — 28 de junho de 2010) foi um cientista francês.
Desenvolveu o processo fototipográfico com Rene Alphonse Higonnet, que permite que textos e imagens a serem impressas em papel, utilizando um fotogravura processo, um método que tornou o método tradicional de publicação de metal quente composição obsoleto.